# Татарська Голишевка
Татарська Голишевка (рос. Татарская Голышевка) — присілок в Карсунському районі Ульяновської області Російської Федерації.
Населення становить 281 особу. Входить до складу муніципального утворення Горенське сільське поселення.

## Історія
Від 2004 року входить до складу муніципального утворення Горенське сільське поселення.

## Населення
| 2010 |
| ---- |
| 281  |